# Guillemot à long bec
Brachyramphus perdix
Espèce
Statut de conservation UICN

 NT  : Quasi menacé
Le Guillemot à long bec (Brachyramphus perdix) est une espèce d'oiseaux marins de la famille des alcidés.
Il vit le long des côtes orientales de la Sibérie ; son aire d'hivernage s'étend aux îles Kouriles.